# 26214 Kalinga
26214 Kalinga este un asteroid din centura principală de asteroizi.

## Descriere
26214 Kalinga este un asteroid din centura principală de asteroizi. A fost descoperit pe 30 octombrie 1997 la Observatorul din Ondřejov de Petr Pravec. Asteroidul prezintă o orbită caracterizată de o semiaxă mare de 2,85 ua, o excentricitate de 0,06 și o înclinație de 10,7° în raport cu ecliptica.